# Drabet på Marcela Mieres
Drabet på Marcela Mieres fandt sted den 9. december 1989 i Mågeparken i Avedøre. Hun var blevet voldtaget og kvalt med sit eget tøj. Trods flere mistænkte er sagen stadig uopklaret den dag i dag.
I 2005 blev der fundet DNA på hendes tøj. Det DNA kan være morderens, men det er ikke sikkert. Morderen efterlod sig også et spor på Marcela Mieres. Han trådte på hende med en sko der afsatte et mærke som fra lim eller hvid maling.

## Baggrund
Den 17-årige chilensk-fødte Marcela Guerrero Mieres boede i Ishøj og gik på gymnasium i Avedøre.

### Drabet og efterforskning
Lørdag aften den 9. december 1989 kl. 23.15 forlod hun festen i selskabslokalerne på Strandløbervej 35 i Hvidovre vest for København. Hun havde været til en 18-års fødselsdagsfest hos en af sine klassekammerater fra 2.g på Avedøre Gymnasium. Hun ankom til festen lidt før klokken 20.00. Hun fortalte, at hun skulle overnatte hos sin kæreste. Hun var lettere beruset da hun forlod festen. Efter at hun havde gået et stykke tid, kom en ung mand med hvid styrthjelm kørende på en grøn Puch Maxi hen ad Muslingevej. Det var et vidne, der på lang afstand så knallertkøreren og Marcela Mieres på den øde vej. Vejen løber parallelt med den meget bredere Avedøre Havnevej, som fører ud til industrikvarteret på Avedøre Holme, der var mennesketomt på denne tid af aftenen. Vidnet standsede op og så, at også knallertkøreren standsede op, og at han sagde noget til Marcela. Marcela nikkede derpå og satte sig op bag på knallerten. Der var ingen andre mennesker at se i området. Vidnet så kun Marcela og knallertkøreren. Snart efter startede den grønne Puch Maxi, hvorefter Marcela og knallertkøreren kørte bort fra stedet. Vidnet så dem forsvinde i nattemørket på Muslingevej. Vidnet kunne ikke afgøre, om de to kendte hinanden eller ej. Men vidnet hæftede sig ved, at den 17-årige Marcela virkede tillidsfuld, da hun satte sig op bag på knallerten, næsten som om hun kendte knallertkøreren. Knallertkøreren er aldrig fundet.
Den næste morgen om søndagen 10. december 1989 blev hun fundet dræbt kl. 11.45 i Mågeparken ved Avedøre Holme af et par, der var ude for at lufte deres hund. Under en kilometer fra det sted, hvor hun havde sat sig op på knallerten. Hendes underliv var blottet, og hun var blevet voldtaget og efterfølgende stranguleret med et stykke af sit eget tøj. Vicekriminalinspektør Niels Kjøller fra Hvidovre Politi, der ledte efterforskningen, mente, at hun muligvis havde været sammen med gerningsmanden i et skur, udhus eller en bolig, kort før drabet, fordi hun kun var dækket af et let lag sne, da hun blev fundet, selv om snefaldet omkring hende var tykkere. Drabet var sket et par hundrede meter fra villakvarteret ved Mågevejen og Strandvangen, men ingen af beboerne havde tilsyneladende hørt noget usædvanligt om aftenen og natten. Politiet gennemførte en lang række afhøringer, men de viste sig alle at være resultatløse. På et tidspunkt rettede mistanken sig mod en bestemt ung mand fra Marcela Mieres omgangskreds, men det viste sig, at han ikke havde noget at gøre med forbrydelsen. Der blev fundet rester af en lys maling på ryggen af Marcelas sorte skjortebluse, på hendes sko og strømpebukser. Politiet havde også sikret sig et fodaftryk af en sko, der sås på Marcela, og som havde efterladt hvid maling og/eller lim på hendes tøj. Drabet er fortsat uopklaret.
I 1998 blev Lars Anborg-Nielsen afhørt om drabet på Marcela Mieres. Efter han blev anholdt for drabet på den 10-årige Susan Rasch Ipsen i juni 1998, blev kriminalpolitiet i Hvidovre gjort opmærksom på forbindelsen med pigernes fælles skolegang og de to drab. Lars Anborg-Nielsens datter var nemlig veninder med Marcelas lillesøster, og Marcela havde også været i hans hjem. Men det er ikke lykkedes at finde nogen forbindelse mellem Nielsen og drabet på Marcela.